# Asarum hexalobum
Asarum hexalobum är en piprankeväxtart som beskrevs av Maekawa. Asarum hexalobum ingår i släktet hasselörter, och familjen piprankeväxter. Utöver nominatformen finns också underarten A. h. controversum.